# Dance 2 Trance
Dance 2 Trance è stato un duo musicale tedesco attivo negli anni '90 e composto da Rolf Ellmer and Dag Lerner, ritenuto da molti come uno dei primi rappresentanti del genere musicale trance.

## Storia
DJ Dag e Jam El Mar si incontrarono nel 1990, quando decisero di lavorare insieme. La loro prima pubblicazione avvenne già nello stesso anno, un promo dal titolo "Dance 2 Trance" registrato sotto l'etichetta Suck Me Plasma, contenente due tracce: Dance 2 Trance e We Came in Peace.
Ebbero una grande diffusione nel 1992 con la pubblicazione di Power of American Natives. La canzone fu un enorme successo commerciale, vendendo 250 000 copie e ottenendo un disco d'oro. Fu realizzato il video per la canzone e raggiunse le reti commerciali come MTV. La traccia fu successivamente rielaborata e remixata da vari artisti nel 1997, 1998 e 2009.
Nello stesso 1992 pubblicarono il loro primo album, Moon Spirits. Nel 1995 Dance 2 Trance pubblicò un altro album, Revival.
Nel 1995 Dag & Jame El Mar hanno deciso di proseguire per strade separate, con DJ Dag che andò da solo ed Ellmer si concentrò maggiormente sull'altro suo progetto Jam & Spoon. In risposta, l'anno seguente l'etichetta tedesca "Blow Up" pubblicò una compilation contenente 13 canzoni dei Dance 2 Trance dei loro cinque anni di carriera.

## Discografia

### Album
- 1992 - Moon Spirits
- 1995 - Revival
- 1996 - Works

### Singoli
- 1990 - We Came in Peace
- 1991 - Let's Get Rollin'
- 1991 - Where Is Dag?
- 1992 - Hello San Francisco
- 1992 - Power of American Natives
- 1993 - Power of American Natives Remixes
- 1993 - Take a Free Fall
- 1993 - Take a Free Fall Remixes
- 1994 - Warrior
- 1995 - Warrior (The Groovecult Remixes)
- 1995 - I Have a Dream (Enuf Eko?)
- 1995 - I Have a Dream (Enuf Eko?) Remixes
- 1997 - Power of American Natives 97
- 1998 - Power of American Natives 98
- 2009 - Power of American Natives 2009